# Вамего (Канзас)
Вамего (англ. Wamego) — місто (англ. city) в США, в окрузі Поттаватомі штату Канзас. Населення — 4841 особа (2020).

## Географія
Вамего розташоване за координатами 39°12′19″ пн. ш. 96°18′36″ зх. д. / 39.20528° пн. ш. 96.31000° зх. д. (39.205263, -96.310126).  За даними Бюро перепису населення США в 2010 році місто мало площу 5,83 км², з яких 5,73 км² — суходіл та 0,11 км² — водойми.

## Демографія
Згідно з переписом 2010 року, у місті мешкали 4372 особи в 1758 домогосподарствах у складі 1176 родин. Густота населення становила 750 осіб/км².  Було 1882 помешкання (323/км²).
Расовий склад населення:
| - 94,1 % — білих - 0,8 % — чорних або афроамериканців - 0,6 % — корінних американців - 0,5 % — азіатів - 0,1 % — вихідців з тихоокеанських островів - 1,0 % — осіб інших рас |

До двох чи більше рас належало 2,9 %. Частка іспаномовних становила 3,9 % від усіх жителів.
За віковим діапазоном населення розподілялося таким чином: 27,3 % — особи молодші 18 років, 59,4 % — особи у віці 18—64 років, 13,3 % — особи у віці 65 років та старші. Медіана віку мешканця становила 33,3 року. На 100 осіб жіночої статі у місті припадало 90,8 чоловіків;  на 100 жінок у віці від 18 років та старших — 87,8 чоловіків також старших 18 років.
Середній дохід на одне домашнє господарство  становив 65 136 доларів США (медіана — 51 430), а середній дохід на одну сім'ю — 75 603 долари (медіана — 63 546). Медіана доходів становила 44 657 доларів для чоловіків та 31 218 доларів для жінок. За межею бідності перебувало 9,3 % осіб, у тому числі 8,1 % дітей у віці до 18 років та 13,9 % осіб у віці 65 років та старших.
Цивільне працевлаштоване населення становило 1974 особи. Основні галузі зайнятості: освіта, охорона здоров'я та соціальна допомога — 36,2 %, роздрібна торгівля — 14,1 %, будівництво — 8,5 %, фінанси, страхування та нерухомість — 8,3 %.